# Saint-Clair-sur-l'Elle
Saint-Clair-sur-l'Elle es una comuna francesa situada en el departamento de Mancha, en la región de Normandía.

## Demografía
| 482 | 568 | 630 | 741 | 797 | 864 | 961 |
| Para los censos de 1962 a 1999 la población legal corresponde a la población sin duplicidades (Fuente: INSEE [Consultar]) |     |     |     |     |     |     |